# Simizu Rjúzó
Simizu Rjúzó (1902. szeptember 30. – ?) japán válogatott labdarúgó.

## Nemzeti válogatott
A japán válogatottban 2 mérkőzést játszott, melyeken 1 gólt szerzett.

## Statisztika
| Japán válogatott | Japán válogatott | Japán válogatott |
| Időszak          | Mérk.            | gól              |
| ---------------- | ---------------- | ---------------- |
| 1923             | 2                | 1                |
| Összesen         | 2                | 1                |